# Джед
Джед (на английски: Jed) е американско куче актьор, хибрид между аляски маламут и вълк, най-известно с главната си роля във филма Белият зъб през 1991 г.
Най-известните хора, партнирали на Джед във филмите му, са Итън Хоук и Ричард Масър. По време на снимките и двамата стават близки приятели с кучето.

## Филмография
- Нещото (1982) – Кучето Нещо
- Пътешествието на Нати Ган (1985) – Вълк
- Мъртъвците от семейство Кенеди: Ранните години (1987) – Себе си
- Белият зъб (1991) – Белият зъб